# Hiroshi Nakano (Fußballspieler)
Hiroshi Nakano (jap. 中野 洋司, Nakano Hiroshi; * 23. Oktober 1983 in der Präfektur Saga) ist ein japanischer Fußballspieler auf der Position des Verteidigers, der aktuell bei der Mannschaft Yokohama FC spielt.

## Karriere
Hiroshi Nakano begann das Fußballspielen bei der Saga Kita High. Danach spielte er bei Tsukuba Univ. 2006 wechselte er dann zu Albirex. Das erste Spiel für Albirex Niigata spielte Takaya in der Saison 2005 und zwar am 5. März der damalige Gegner war Kawasaki Frontale und das Spiel endete 6:0 für Frontale. 2011 wechselte er zu Yokohama FC.